# Frits Mitrasing
Prof. Mr. Dr. Frits Eduard Mangal Mitrasing (Alkmaar, Suriname, 25 maart 1921 – 12 oktober 1998) was een Surinaams jurist, hoogleraar en politicus.

## Biografie
Na de middelbare school volgde hij een opleiding tot onderwijzer waarna hij zijn carrière begon in het onderwijs. In 1947 was hij een van de oprichters van de Hindostaans-Javaanse Politieke Partij (HJPP); een voorloper van de Verenigde Hindoestaanse Partij (VHP; thans Vooruitstrevende Hervormings Partij). In 1952 ging hij naar Nederland om rechten te studeren. Na een jaar voorbereiding haalde hij een colloquium doctum aan de Rijksuniversiteit Leiden waarna zijn rechtenstudie daar kon beginnen. Hoewel Mitrasing geen beurs had en dus naast zijn studie moest werken (zowel als onderwijzer als waarnemend griffier aan de arrondissementsrechtbank van Amsterdam), lukte het hem toch om al in 1957 af te studeren in het Nederlands recht. Twee jaar later promoveerde hij in Leiden op zijn proefschrift 10 jaar Suriname van afhankelijkheid tot gelijkgerechtigdheid wat ook in boekvorm verschenen is (zie bibliografie). Promotor was professor J.H.A. Logemann die in de periode 1945-1946 minister van Overzeese Gebiedsdelen was.
Na terugkeer in Suriname werd hij hoofd van het gevangeniswezen en juridisch adviseur van het ministerie van Justitie en Politie. In 1971 werd Mitrasing hoogleraar aan de juridische faculteit van de Universiteit van Suriname. Een jaar later stemde hij in met het verzoek om minister van Onderwijs en Volksontwikkeling te worden als opvolger van zijn VHP-partijgenoot Jnan Hansdev Adhin die die functie, naast zijn ministerschap op Justitie en Politie, had waargenomen sinds het opstappen van Krish Nannan Panday. Bij de verkiezingen van 1973 werd hij gekozen in de Staten van Suriname en daarnaast werd hij weer actief als hoogleraar. In 1983 werd Mitrasing door het revo-bestuur van de universiteit als hoogleraar ontslagen. Hierna werkte hij nog enige tijd als advocaat en verder ging hij door met schrijven van boeken en andere publicaties. Bij een medisch consult in Nederland in 1993 bleek dat hij niet meer terug kon naar Suriname waarop hij in Nederland ging wonen en doorging met schrijven tot Mitrasing daar eind 1998 op 77-jarige leeftijd overleed. Op zijn verzoek werd hij begraven in Suriname.